# Университет Пайаме Нур
Университет Пайаме Нур (перс. دانشگاه پیام نور‎) — иранский полу-частный[неизвестный термин] свободный университет «заочно-очного» типа с возможностью дистанционного обучения. По числу студентов является одним из крупнейших в мире. Построен по принципу университетской системы, с множеством отделений-филиалов по всей стране. Главное отделение университета расположено в Тегеране. Всего насчитывается 31 областных центров, 485 местных образовательных центров, множество кампусов по всей стране и один Международный учебный центр, расположенный в главном отделении. Является юридическим лицом, подчинённым Министерству науки, исследований и технологий Исламской республики Иран.
Являясь единственным в стране университетом с возможностью обучаться не выходя из дома, Пайаме Нур занимает нишу образования для людей с загруженным рабочим графиком или имеющим мало свободного времени, а также для тех, у кого нет возможности регулярно посещать многочасовые университетские занятия.

## История
Пайаме Нур (также встречается написание Паяме Нур) означает, в переводе с персидского, «вестник света». Университет основан на основе встреч № 94 и № 97 Верховного совета по культурной революции, которые прошли в 1986 году. Первые студенты начали учебу в пяти филиалах, а также в оставшихся 28 центрах университета Абу Райана и Иранского свободного университета уже с сентября следующего учебного года, по иранскому календарю в месяце мехр 1367 года. Развитие новых филиалов и отделов происходило при поддержке местных властей тех субъектов, в которых они находились.

## Университет сегодня
В университете обучается 1 101 182 студентов, что делает Пайаме Нур вторым по числу учащихся университетом в Иране после Исламского университета Азад.
В 2008 году руководство университета объявило о введении второго официального языка, арабского, его значение в преподавании полностью сравняется со значением персидского языка.

### Иностранные студенты
В настоящее время в Пайаме Нур обучаются 1182 студентов из 55 стран. Язык преподавания — фарси.
В университете существует программа персидского, предназначенная для иностранных студентов. Предлагается три вида курсов, базовый, продвинутый и академический.